# Codeur optique
Un codeur optique est un capteur angulaire ou un codeur linéaire. Il transmet l'angle ou la distance mesuré par une information numérique, suivant différents protocoles.

## Principe
L’information numérique provient d’un système généralement optique comportant une source de lumière, un disque strié et un photodétecteur. On avait dans le temps des codeurs électromécaniques avec des interrupteurs sur des pistes cuivrées. Ceux-ci ne sont pas adaptés à des grandes vitesses de déplacement.

## Type de mouvement
On peut différencier les codeurs optiques suivant le type de mouvement qu'ils mesurent.

### Capteur linéaire
Le codeur linéaire permet avec une règle graduée transparente de mesurer un déplacement longitudinal.

### Codeur rotatif

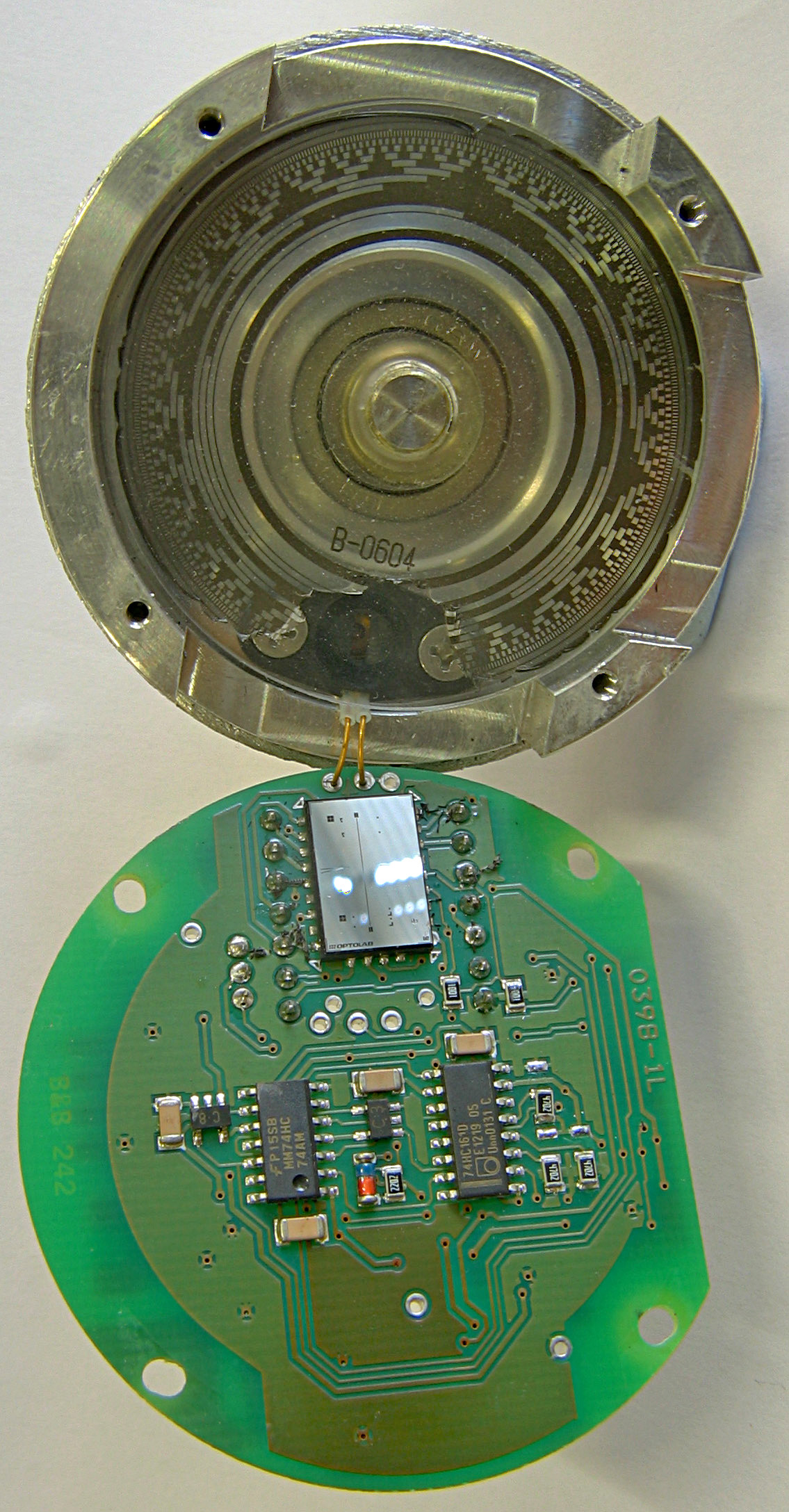
Code de Gray codeur optique rotatif absolu

Le codeur rotatif permet grâce à un disque (Roue codeuse) comportant des stries de mesurer un déplacement angulaire.

## Type de code
On peut différencier les codeurs optique suivant le code qui a été utilisé pour mesurer et transmettre l'information de déplacement (et de position dans le cas du codeur absolu).

### Codeur absolu
Le disque strié de l'encodeur est généralement composé de stries sur plusieurs "pistes" qui décrivent généralement un code Gray ou assimilable.
On utilise ce type d'encodeur pour pouvoir à tout instant savoir exactement dans quelle position se trouve le support sur lequel est fixé le disque. On utilise ce type de codeur pour par exemple faire la commande d'un moteur sans balais.

### Codeur incrémental
Le disque strié de l'encodeur peut comporter une seule piste qui, suivant son état, provoque un changement de l'état binaire de sortie. 
En général, on a deux pistes qui ont la même résolution mais sont déphasées entre elles de 90°. Cela permet ainsi de mesurer la vitesse de rotation et le sens de rotation.
Les codeurs incrémentaux ont généralement une résolution élevée et servent à mesurer la vitesse de rotation dans le cas d'un encodeur rotatif. Ils permettent aussi de mesurer un déplacement {\displaystyle \delta x} de la pièce sur laquelle on a l'encodeur. On les utilise pour par exemple mesurer la vitesse de rotation d'un moteur CC.